# Azor
Azor, arabisch: Arouj, französisch: Barberousse (deutsch: Rotbart) war ein griechisch-osmanischer Kapitän (Reis) und Seeräuber des 15. und 16. Jahrhunderts.

## Einzelheiten
Geboren als Sohn eines Töpfers aus Mytilene namens Jakob, der sich nach Inbesitznahme der Insel durch die Osmanen dort niederließ, begann Azor sein Berufsleben schon als Junge auf dem Schiff eines osmanischen Seeräubers im Mittelmeer. Er trat zum Islam über und erhielt später sein erstes Kommando über ein Piratenschiff in der Ägäis. Zu Beginn seiner Karriere gelang es ihm 1504 bei Elba zwei Galeonen des Papstes Julius II. zu kapern, woraufhin er sich nicht weiter der Hohen Pforte unterstellte und auf eigene Rechnung im westlichen Mittelmeer weiterarbeitete. In dieser Zeit gelangte er aufgrund seines roten Haares zu seinem Beinamen Barberousse. Zunächst operierte er von Tunis aus und trat dem herrschenden Bey ein Fünftel der Beute ab. Später, als Azor dessen Wohlwollen nicht mehr benötigte, zwang er diesem eigene Bedingungen auf.
In den folgenden Jahren fokussierte er sich auf die Kaperung von spanischen Schiffen. König Ferdinand ließ schließlich Pedro Navarro einen Feldzug gegen mehrere nordafrikanische Hafenstädte, wie Bougie, Oran und Algier, alles Bastionen der Piraten, durchführen. Zusätzlich richteten Ferdinands Truppen einen Stützpunkt auf der im Juli 1508 eroberten Halbinsel Penon ein, um Algier und das Piratenunwesen besser kontrollieren zu können. Azor unternahm in den Jahren 1512 und 1515 Angriffe auf Bougie, die von Ferdinands Truppen abgeschlagen werden konnten. Im Jahr 1516 gelang es den Algeriern unter der Führung des Arabers Soliman, die Stadt Blida zurückzuerobern. Soliman schloss ein Bündnis mit Azor und marschierte gemeinsam gegen Algier. Azors Bruder Cheireddin folgte mit der Piratenflotte an der Küste. Trotz ihres Bündnisses erwürgte Azor Soliman nahe Algier. Im Jahr darauf besiegte Azor die Spanier unter dem Kommandanten Don Diege de Vera. Die von Kardinal Ximinéz ausgesandte Flotte ging durch einen Sturm vor der nordafrikanischen Küste nahezu komplett verloren.
Im Jahr 1529 gelang es Arouj zunächst Algier zu erobern, danach wurde dessen Hinterland und die Nachbarprovinzen von Tunis und Tilimsân unterworfen. Schließlich machte der Seeräuber sich zum König von Algier. Durch seine despotische Herrschaft machte Azor sich die Algerier zum Feind, die den spanischen König Karl V. um Hilfe baten. Dessen Truppen überraschten Azor in Tilimsân, von wo er unter Zurücklassung des größten Teils seines Vermögens in Richtung Algier floh. Beim Rio Salado kam es zur entscheidenden Schlacht, bei der Azor und der Großteil seiner Gefolgsleute umkamen.